# Фокер Др. I
„Fokker Dr. I“ е триплан, построен от компанията Fokker, използван по време на Първата световна война от ВВС на Германия.
Добива славата на самолета, с който Манфред фон Рихтхофен („Червеният барон“) постига последните си 19 военни победи, както и в който е поразен на 21 април 1918 г.
Най-голямата достигната скорост на самолета е 170 km/h, а най-голяма височина на летене – 5000 m. Мощност на двигателя – 110 к.с. Отличавал се с разпереност на крилата 7,19 m и дължина 5,77 m. Бил е въоръжен с две картечници MG 08/15 калибър 7,92 mm.